# Laughing Stock
Laughing Stock ist das fünfte und letzte Studioalbum von Talk Talk. Es wurde 1991 veröffentlicht und war das einzige Album der Band, welches auf dem jazz-affinen Label Verve Records erschien, nachdem die Band im Streit EMI verlassen hatte.
Wie das Vorgängeralbum Spirit of Eden (1988) gilt es als eines der Pionieralben des Post-Rocks.

## Stil und Entstehungsgeschichte
Das Album beinhaltet oft improvisierte Musik von einem großen Ensemble von Musikern mit einem großen Instrumentarium. Es waren zum Beispiel sieben Violinisten tätig. Die Entstehungsgeschichte des Albums wird als Odyssee beschrieben, bloß vergleichbar mit den Aufnahmen zu Loveless von My Bloody Valentine. Das Fachmagazin Tape Op über Musikproduktion berichtete in einem langen Artikel über die zehrenden und langen Albenaufnahmen, welche von Mark Hollis’ Perfektionismus und seinem Drang, durch Kerzen und Räucherstäbchen die richtige Stimmung beim Aufnehmen zu erzeugen, getrieben waren.
Der eigentliche Bassist Paul Webb hatte die Band vor den Aufnahmen zum Album verlassen.

## Rezeption
Rezensionen des Albums fielen im Allgemeinen positiv aus. Viele betonten, dass das Album verschiedene Genres bediene. So wurde die Musik auch mit den stilistischen Errungenschaften von Miles Davis verglichen. Wie bei Spirit of Eden sind die Themen in den Songtexten oft religiös. Das Album gilt gemeinsam mit dem Vorgängeralbum als eines der ersten Alben, welches ein Genre bediente, das in den 1990ern als Post-Rock bekannt wurde.
Laughing Stock stellt laut Pitchfork das elftbeste Album der 1990er Jahre dar: „Ein Album, welches seine eigene Umgebung schafft und mehr als die Summe seiner Klänge wird. Das Wort ‚bezaubernd‘ trifft den Effekt nur so gerade.“
Das Album erreichte Platz 37 auf der Liste der 100 Platten des Jahrhunderts, kuratiert von Viva Zwei und der spex.
Bei AllMusic schreibt der Kritiker Jason Ankeny aufgrund seiner Albenbewertung mit 5 von 5 Sternen:

„Ein Werk voller erstaunlicher Komplexität und ergreifender Schönheit und so bleibt Laughing Stock ein unterbewertetes Meisterwerk und seine Echos können heute durch viel der feinsten experimentellen Musik, welche von dem Album beeinflusst wurde, wahrgenommen werden.“

## Artwork
Das Albencover stammt von James Marsh, welcher für das meiste von Talk Talks Artwork zuständig war. Es ähnelt dem Cover des Vorgängers, jedoch sind die Vögel auf dem kreisrunden Baum des Covers nach den fünf Kontinenten der Erde geformt.

## Titelliste
Alle Songs stammen aus der Feder von Mark Hollis und Tim Friese-Greene.
1. Myrrhman – 5:33
2. Ascension Day – 6:00
3. After The Flood – 9:39
4. Taphead – 7:39
5. New Grass – 9:40
6. Runeii – 4:58

Vor Taphead gibt es ein kurzes unbetiteltes und instrumentales Fragment am Anfang der 2. Seite auf der LP/MC-Version. Auf der US-Version der CD findet sich dieses Fragment ebenfalls, auf der UK-Version der CD jedoch nicht.